# 恋風邪にのせて
「恋風邪にのせて」（こいかぜにのせて）は2022年3月7日に配信限定でリリースされた、日本のシンガーソングライター・Vaundyの楽曲。

## 概要
先行配信としてリリースされた「裸の勇者」から約2ヶ月ぶりのリリースである。
本曲はABEMAで放送されている恋愛番組「彼とオオカミちゃんには騙されない」の主題歌として書き下ろされた曲である。
この曲に対してVaundyは、「互いに確かめ合わなくても気づいてしまうのが恋なのかな、というイメージから仕上げていきました。サウンドも、90年代のJPOPサウンドをうまく現代に落とし込めないかという試みから始まり、ここにたどり着きました。メロディの性質もいつもの僕とは少し違う感じに仕上がっているので、そこにも注目してほしいです。」とコメントした。

## ミュージックビデオ
2022年3月12日にミュージックビデオがYouTubeに公開された。監督は映画監督・映像ディレクターの丸山健志が監督を務め、俳優の成田凌と蒔田彩珠が出演している。「くだらない愛」というキーワードをモチーフにした映像作品に仕上げられている。

## 収録内容
| #  | タイトル           | 作詞・作曲 | 編曲   | 時間 |
| -- | ------------------ | ---------- | ------ | ---- |
| 1. | 「恋風邪にのせて」 | Vaundy     | Vaundy | 4:16 |

## タイアップ
- ABEMA「彼とオオカミちゃんには騙されない」主題歌